# 加戸誉夫
加戸 誉夫（かと たかお、1963年 - ）は、日本の男性アニメーション監督、アニメーション演出家。studioMOTHER株式会社取締役。
かつてはXEBECに所属していた。

## 経歴
大阪芸術大学芸術学部卒業後に葦プロダクションに入社。アニメ映画『強殖装甲ガイバー』で初演出。同期に木村真一郎などがいる。
その後XEBECに長らく籍を置き、同社の作品および製作協力していた小学館集英社プロダクションおよびSMDE作品にも多く参加していた。

## 参加作品

### テレビアニメ
1987年
- マシンロボ ぶっちぎりバトルハッカーズ（絵コンテ）

1988年
- 超音戦士ボーグマン（絵コンテ・演出）

1989年
- 天空戦記シュラト（1989年 - 1990年、演出）
- たいむとらぶるトンデケマン!（絵コンテ・演出）

1990年
- アイドル天使ようこそようこ（1990年 - 1991年、絵コンテ・演出）

1991年
- 魔法のプリンセス ミンキーモモ（第2作：1991年 - 1992年、絵コンテ・演出）

1992年
- あしたへフリーキック（絵コンテ・演出）

1993年
- カリメロ（演出）
- 剣勇伝説YAIBA（絵コンテ・演出）

1994年
- BLUE SEED（1994年 - 1995年、助監督・絵コンテ・演出）

1995年
- マクロス7（演出）
- 恐竜冒険記ジュラトリッパー（絵コンテ）
- 爆れつハンター（1995年 - 1996年、絵コンテ・演出）

1996年
- 機動戦艦ナデシコ（絵コンテ）

1997年
- 爆走兄弟レッツ&ゴー!!WGP（監督・絵コンテ）

1998年
- 爆走兄弟レッツ&ゴー!!MAX（監督・絵コンテ・演出）
- アキハバラ電脳組（絵コンテ・演出）
- 南海奇皇（絵コンテ）
- 快傑蒸気探偵団 TV ANIMATION SERIES（絵コンテ）
- 超速スピナー（1998年 - 1999年、監督・絵コンテ・演出）

1999年
- ゾイド -ZOIDS-（1999年 - 2000年、監督・絵コンテ・演出）

2001年
- ゾイド新世紀スラッシュゼロ（監督・絵コンテ・演出）

2002年
- ロックマンエグゼ（2002年 - 2003年、監督・脚本・絵コンテ）

2003年
- ロックマンエグゼAXESS（2003年 - 2004年、監督・絵コンテ）

2004年
- ディノブレイカー（脚本・絵コンテ）
- ロックマンエグゼStream（2004年 - 2005年、監督・脚本・絵コンテ）

2005年
- ロックマンエグゼBEAST（2005年 - 2006年、監督・絵コンテ）

2006年
- ロックマンエグゼBEAST+（監督・脚本・絵コンテ）
- 流星のロックマン（監督・絵コンテ）
- 武装錬金（2006年 - 2007年、監督・絵コンテ）

2007年
- 流星のロックマン トライブ（2007年 - 2008年、監督・絵コンテ）
- オーバードライブ -Over Drive-（監督）

2008年
- To LOVEる -とらぶる-（監督・絵コンテ）

2009年
- PandoraHearts（監督・絵コンテ）

2010年
- ケシカスくん（監督）
- 極上!!めちゃモテ委員長（OP/EDディレクター・絵コンテ）
- 極上!!めちゃモテ委員長 セカンドコレクション（OP/EDディレクター）

2011年
- Rio RainbowGate!（監督・絵コンテ・演出）
- 変ゼミ（監督・演出）
- はっぴ〜カッピ（絵コンテ）

2012年
- 爆TECH!爆丸（2012年 - 2013年、監督・絵コンテ・演出）
- うぽって!!（監督・絵コンテ）
- 黒子のバスケ（演出）

2013年
- デュエル・マスターズ ビクトリーV3（2013年 - 2014年、監督・絵コンテ・演出）
- 宇宙戦艦ヤマト2199（演出・演出協力）

2014年
- マケン姫っ!通（絵コンテ）
- フューチャーカード バディファイト（演出）
- グラスリップ（絵コンテ）
- ディスク・ウォーズ:アベンジャーズ（演出）
- 東京ESP（絵コンテ）
- オレカバトル（絵コンテ）
- 白銀の意思 アルジェヴォルン（絵コンテ）

2015年
- トリアージX（監督・絵コンテ・演出）※高見明男との共同監督

2016年
- 金田一少年の事件簿R（絵コンテ）
- 競女!!!!!!!!（シリーズ構成・脚本・絵コンテ）

2017年
- トミカハイパーレスキュー ドライブヘッド 機動救急警察（監督・絵コンテ・演出）

2018年
- フューチャーカード 神バディファイト（2018年 - 2019年、監督・絵コンテ・演出・ED絵コンテ・OP/ED演出）
- 宇宙戦艦ヤマト2202 愛の戦士たち（絵コンテ・演出）

2019年
- ゾイドワイルド ZERO（2019年 - 2020年、監督・絵コンテ・演出・ED絵コンテ・ED演出）

2021年
- デュエル・マスターズ キング!（ED絵コンテ）
- メガトン級ムサシ（絵コンテ）

2022年
- ありふれた職業で世界最強 2nd season（演出）
- 夫婦以上、恋人未満。（総監督・絵コンテ・演出）

2024年
- 転生貴族、鑑定スキルで成り上がる（監督・絵コンテ）

2025年
- わたしが恋人になれるわけないじゃん、ムリムリ!（※ムリじゃなかった!?）（絵コンテ）

### 劇場アニメ
- 強殖装甲ガイバー（1986年、演出）
- ロックマンエグゼ 光と闇の遺産（2005年、監督・絵コンテ）
- 劇場版MAJOR メジャー 友情の一球（2008年、監督）
- 映画 ドライブヘッド〜トミカハイパーレスキュー 機動救急警察〜（2018年、監督・絵コンテ）

### OVA
- アイ・シティ（1986年、演出助手）
- レイナ剣狼伝説（1988年、演出）
- ガデュリン（1989年、監督） ※芦田豊雄と共同
- NG騎士ラムネ&40 EX ビクビクトライアングル 愛の嵐大作戦（1991年、演出）
- 魍魎戦記MADARA（1991年、演出）
- 聖伝-RG VEDA-（1991年 - 1992年、絵コンテ・演出）
- うしおととら（1992年 - 1993年、絵コンテ・演出）
- アイドル防衛隊ハミングバード（1993年 - 1995年、コンピューターグラフィックス・原画）
- MINKY MOMO IN 旅だちの駅（1994年、演出助手）
- COMPILER 陽の章（1994年、監督）
- 鬼切丸（1994年 - 1995年、監督・絵コンテ・演出）
- BLUE SEED2（1996年、助監督・絵コンテ）
- 元祖 爆れつハンター（1996年 - 1997年、監督）
- To LOVEる -とらぶる- OVA（2009年 - 2010年、監督・絵コンテ・演出）

### Webアニメ
- トミカハイパーレスキュー ドライブヘッド 機動救急警察 2018（2018年、監督・絵コンテ）
- コアラ絵日記（2025年、監督）

### ゲーム
- ドラベース2 熱闘ウルトラスタジアム（オープングアニメーション 絵コンテ・演出）